# Magnus Iacobson

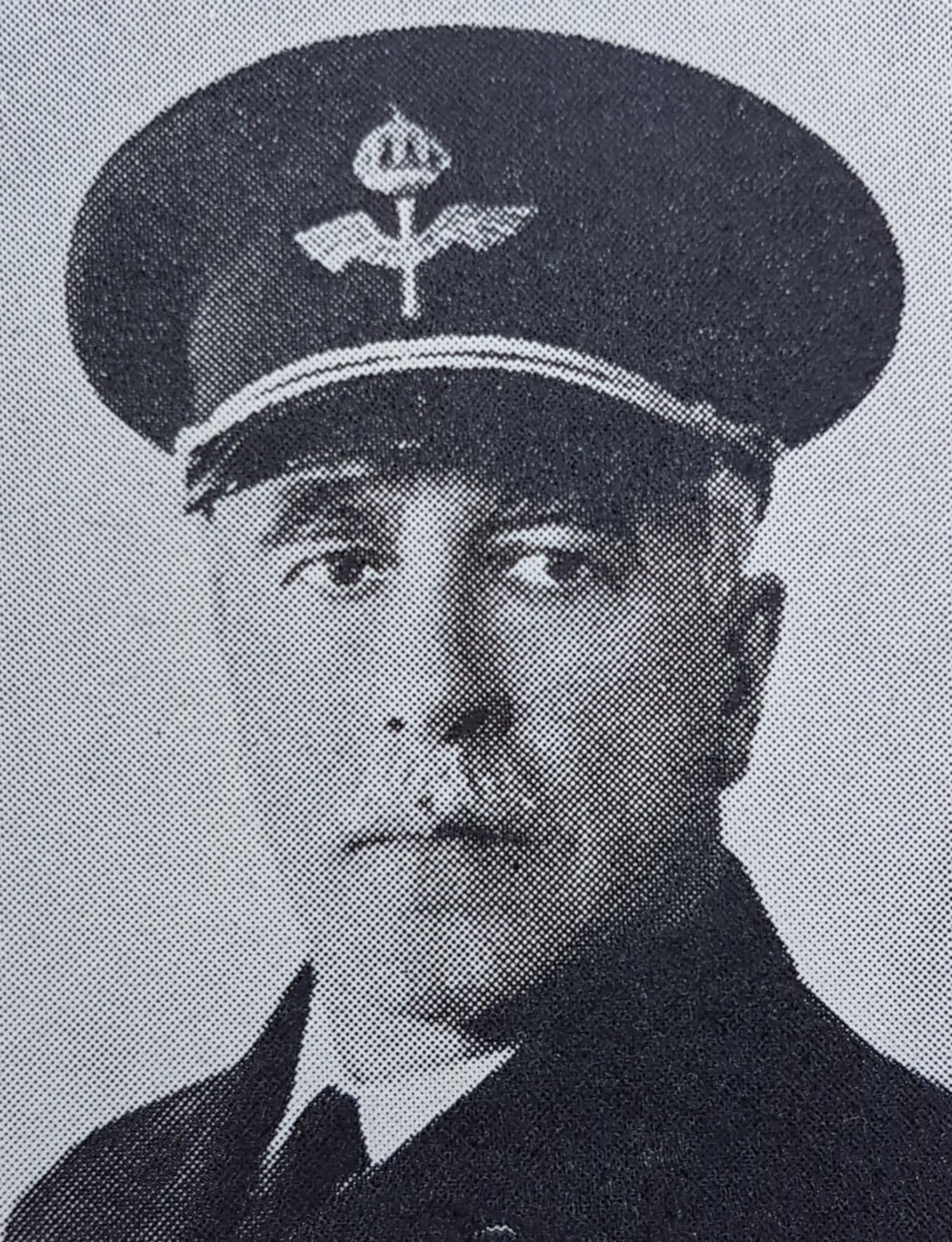
Magnus Iacobson.

Carl Magnus Iacobson, född den 20 januari 1890 i Sundsvall, död den 10 maj 1980 i Stockholm, var en svensk militär.
Iacobson avlade studentexamen 1908. Han blev marinunderintendent 1912 och marinintendent av andra graden 1917, av första graden 1922. Iacobson var regementsintendent vid Vaxholms kustartilleriregemente 1921–1926. Han befordrades till kapten i intendentbefattning vid flygvapnet 1926, till major 1934, till överstelöjtnant 1938 och till överste 1941. Iacobson var chef för flygförvaltningens intendenturavdelning 1941–1950. Han var verkställande direktör i aktiebolaget Carlson & Weslien 1952–1955 och styrelseledamot där 1950–1961. Iacobson blev riddare av Vasaorden 1933 och av Nordstjärneorden 1946 samt kommendör av första klassen av sistnämnda orden 1950. Han vilar på Galärvarvskyrkogården i Stockholm.